# Patan Lalitpur
Patan o Patan Lalitpur o Lalipur Patan o Lalita Patan (Sànskrit: पाटन Pātan, Nepal Bhasa: यल Yala) és una ciutat del Nepal a 27° 41′ N, 85° 20′ E / 27.683°N,85.333°E a poca distància del riu Baghmati; és part del conjunt de la vall de Katmandú, i porta oficialment el nom de Ciutat submetropolitana de Lalitpur (Lalitpur Sub-Metropolitan City), estant situada al sud-oest de la vall i sud-est de Katmandú. No hi ha diferència amb la capital Katmandú, ja que actualment les dues ciutats estan pràcticament unides.

## Llocs interessants
S'estén per 16 km i la formen 22 seccions municipals. La zona monumental de Durbar Square és un del sets monuments de la vall que han estat declarats Patrimoni de la Humanitat (1979) i ja eren considerats zona de conservació des de 1956. Els llocs més interessants de la ciutat són:
- Patan Durbar Square: residència dels reis de la dinastia Malla
- Hiranya Varna Mahaa Vihar: temple budista
- Rudra Varna Mahavihar
- Temple Mahaboudha
- Temple Banglamukhi (hinduista)
- Temple Kumbeshwor
- Temple Pancheswor Mahadev

## Història
És coneguda també com a Yala (en newari) i Vellonde (nom avui dia fora d'ús) i Lalita Patan, derivat de Lalit, el mític fundador de la ciutat en temps de Raja Bir Deva de la dinastia Kirat (en l'any anomenat Kaligat, equivalent al 299). La capital dels kirats era Thankot però Yalamber es va traslladar a Patan (el nom Yala derivaria d'aquest rei). Al segle vi hauria estat engrandida pels licchavis i encara més posteriorment pels malles. Fou la seu de reis de la dinastia Malla. Al segle xvii era un dels tres petits estats newars de la vall i les seves disputes amb els veïns estats de Katmandú i Bhatgaon va facilitar la conquesta del país pels gurkhes el 1768-1769.

Patan Lalitpur
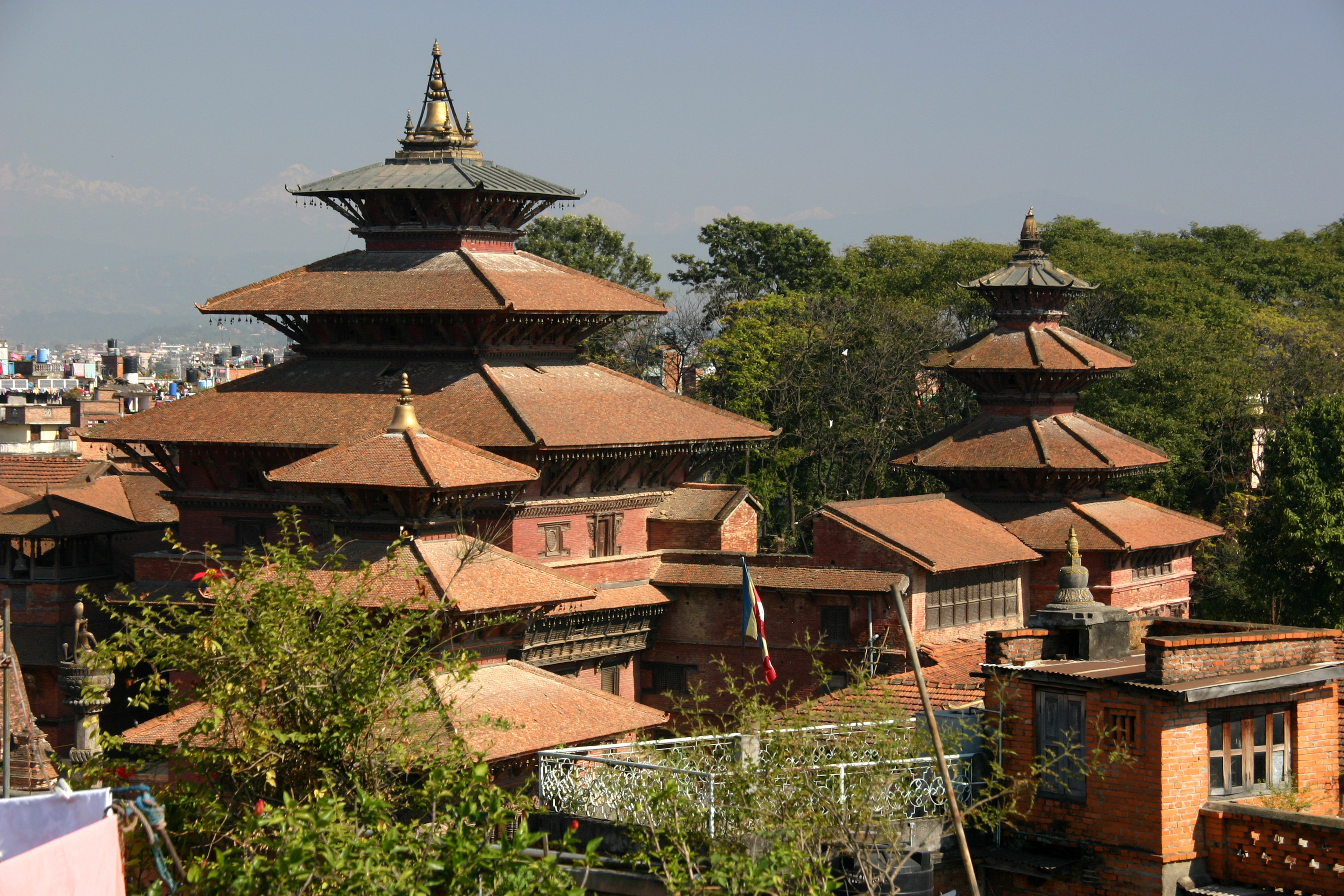
Degutale
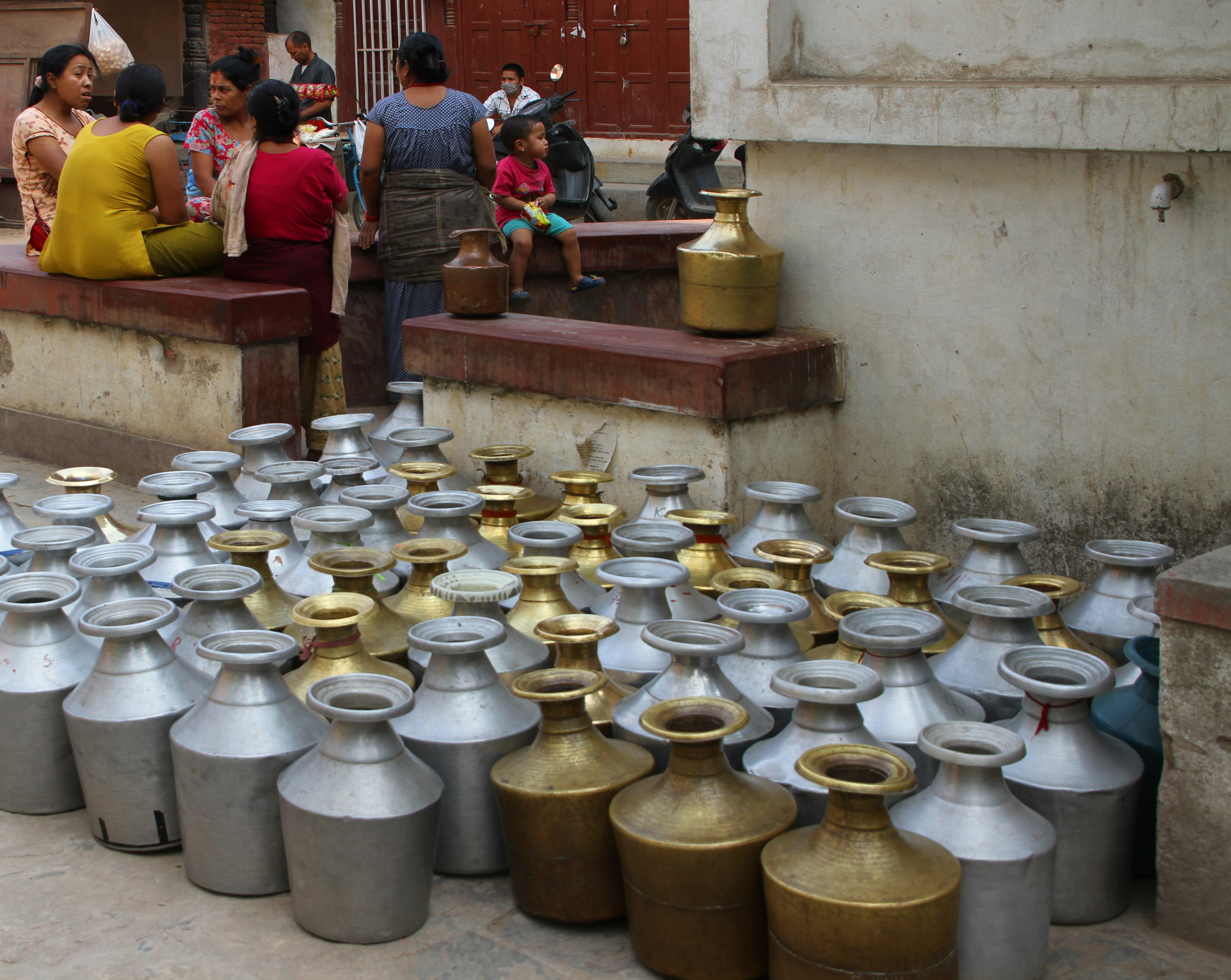
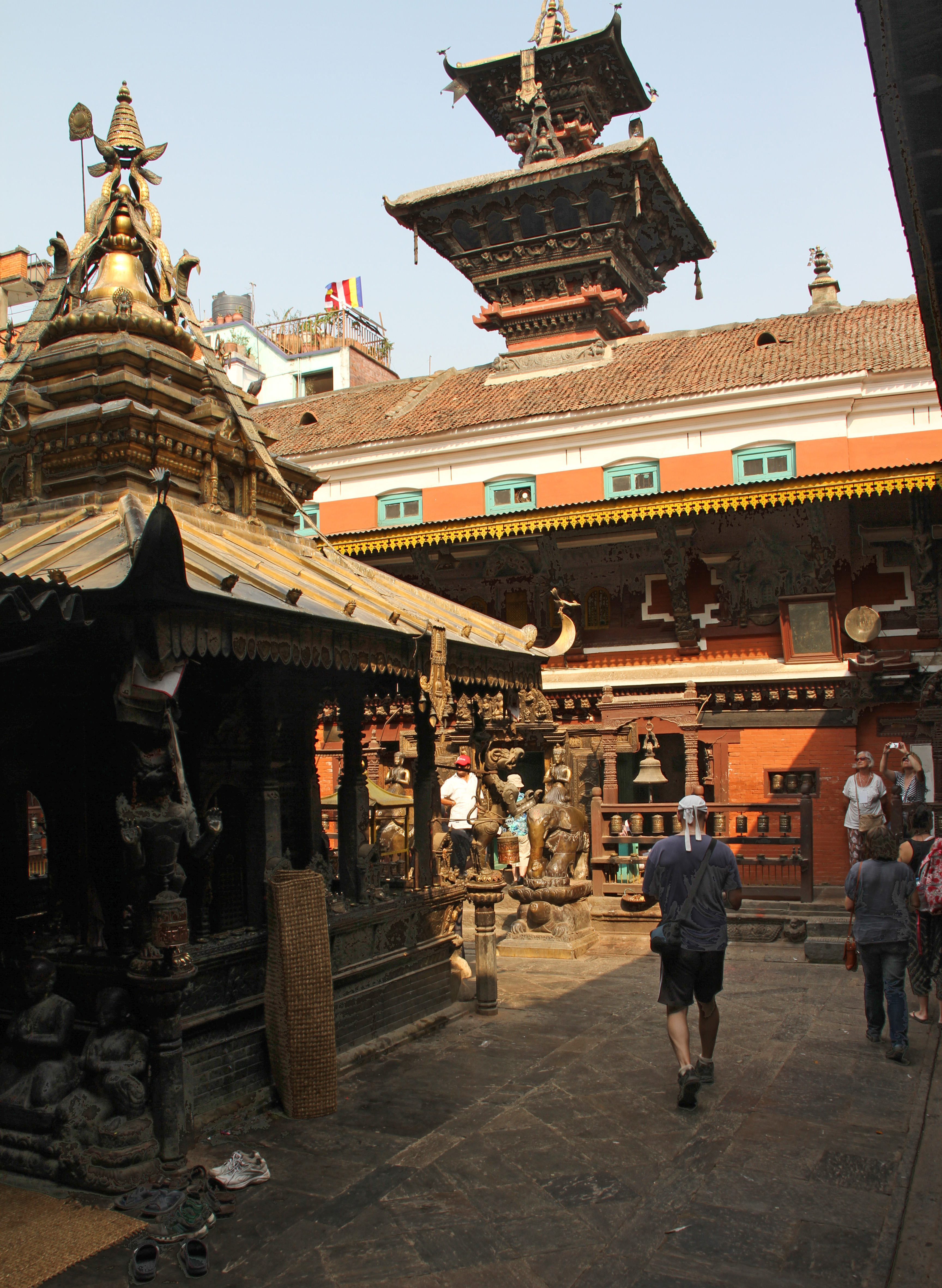
Hiranya Varna Mahaa Vihar
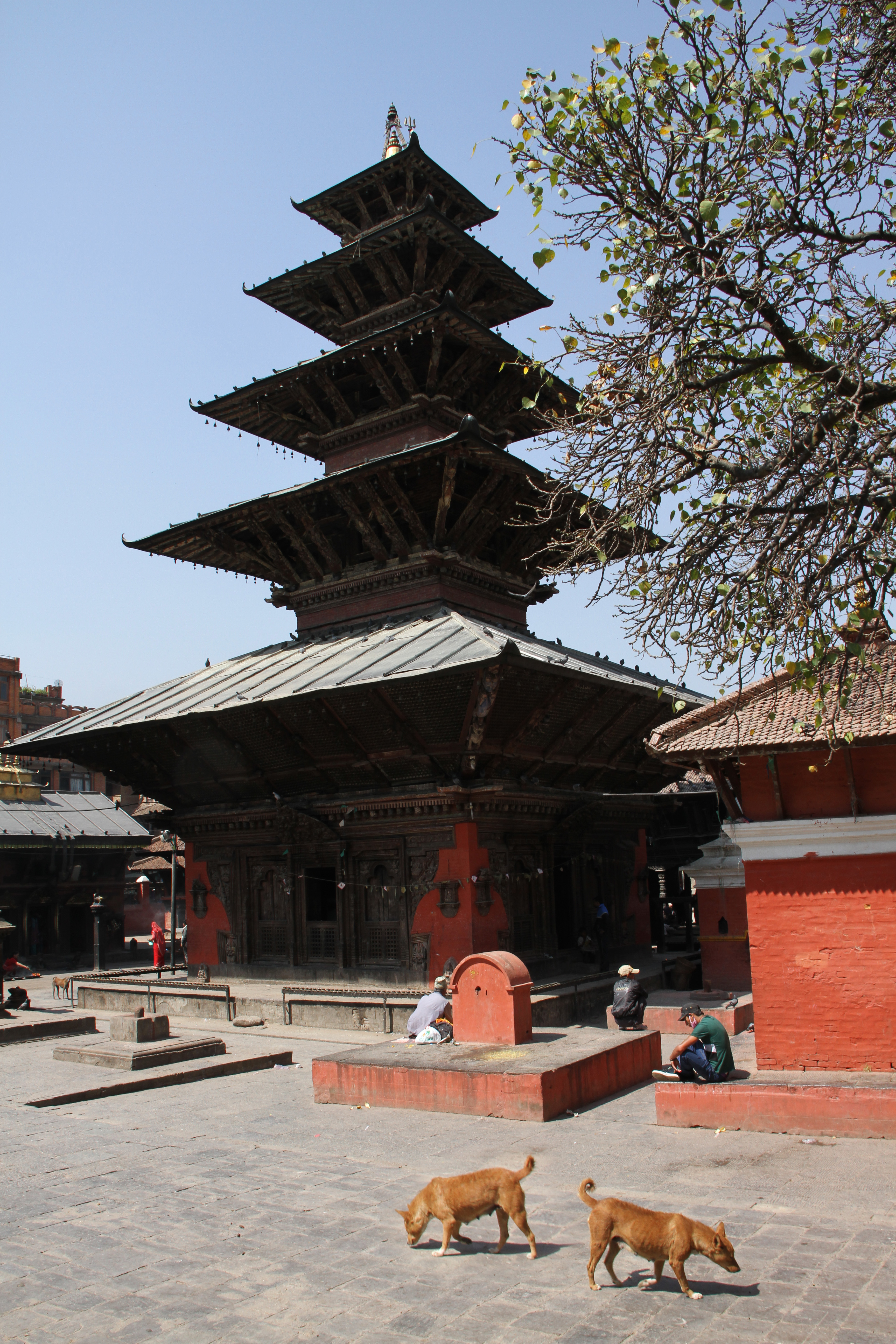
Kumbeshwor
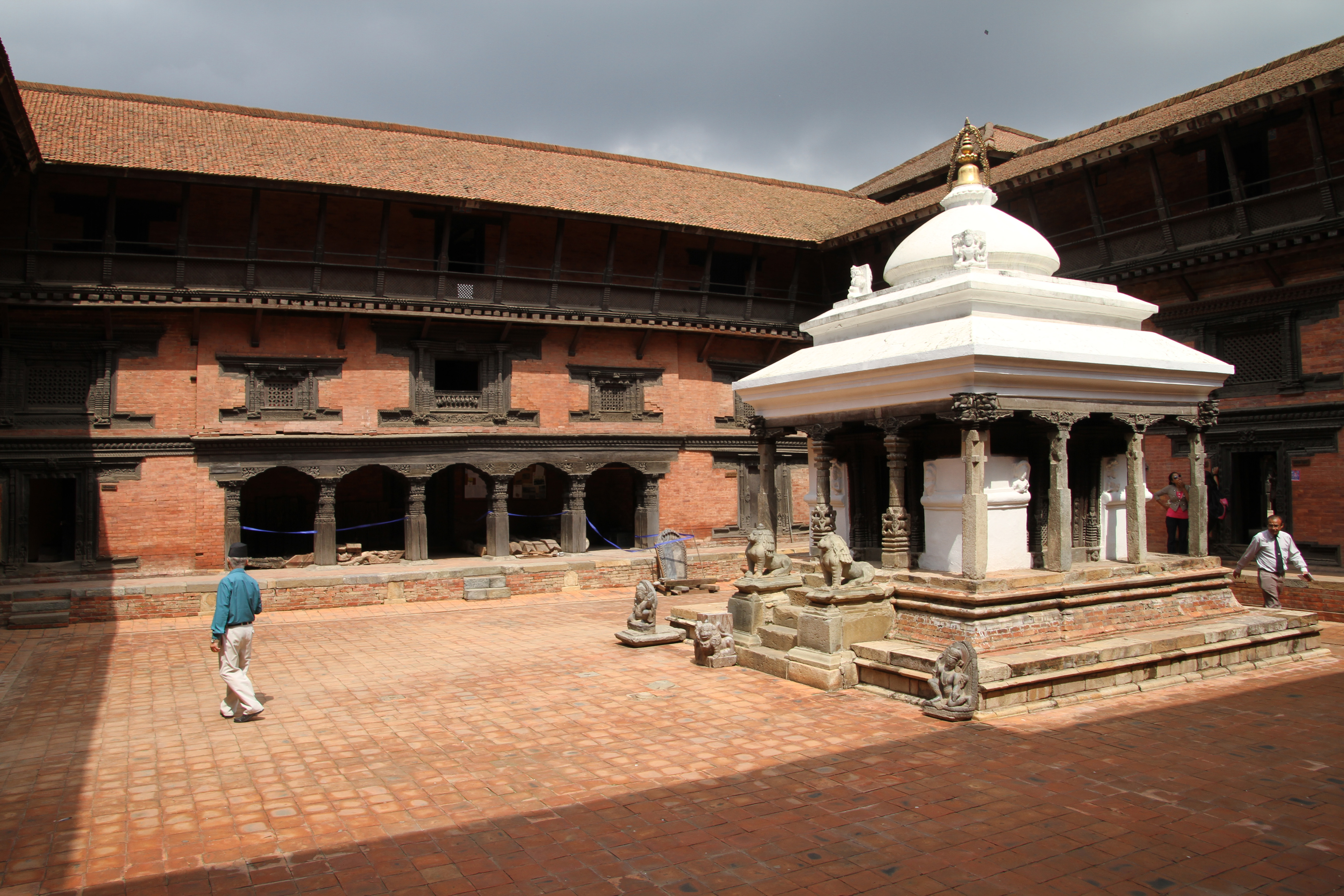
Keshav Narayan Chowk
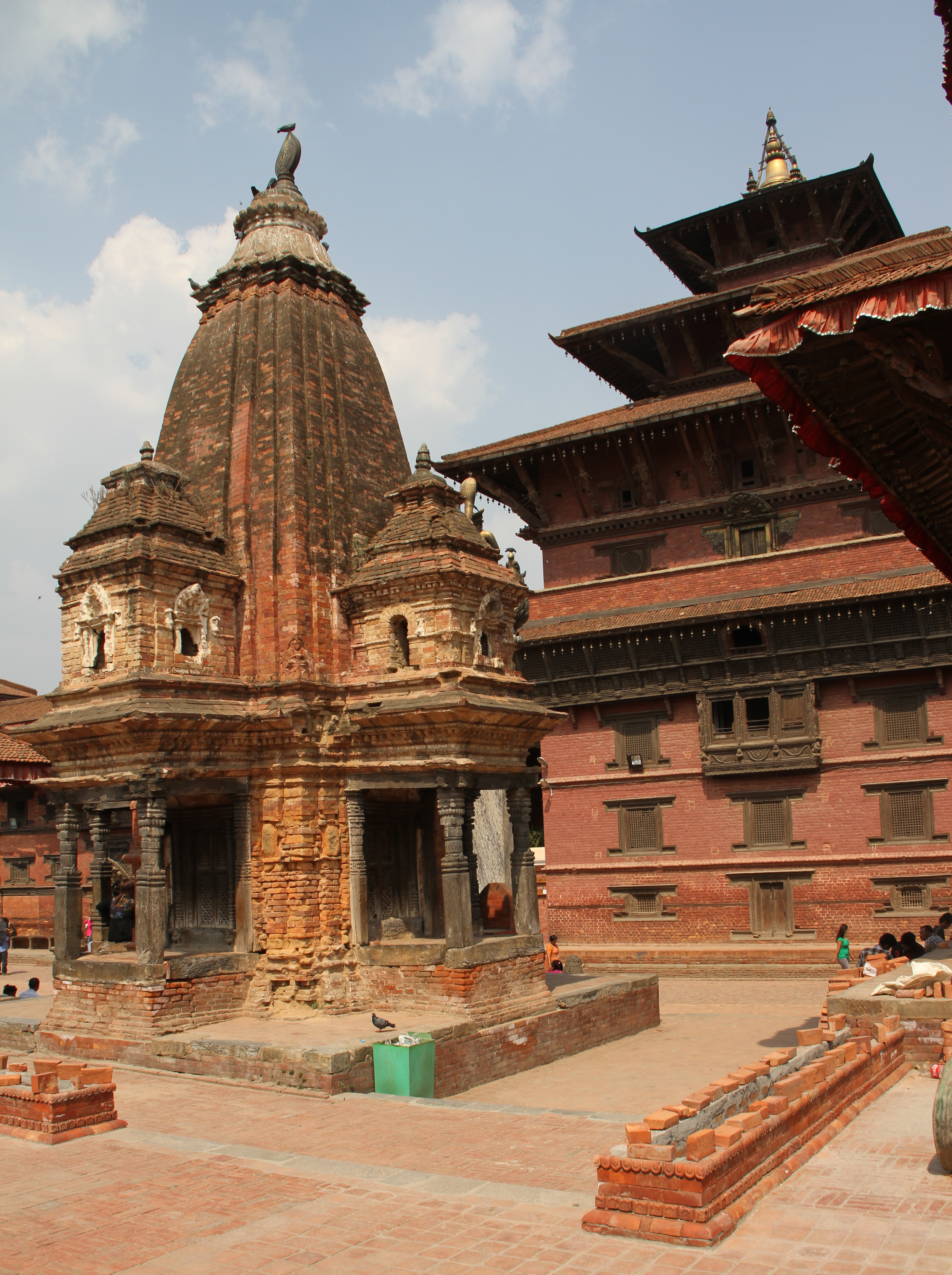
Narsimha
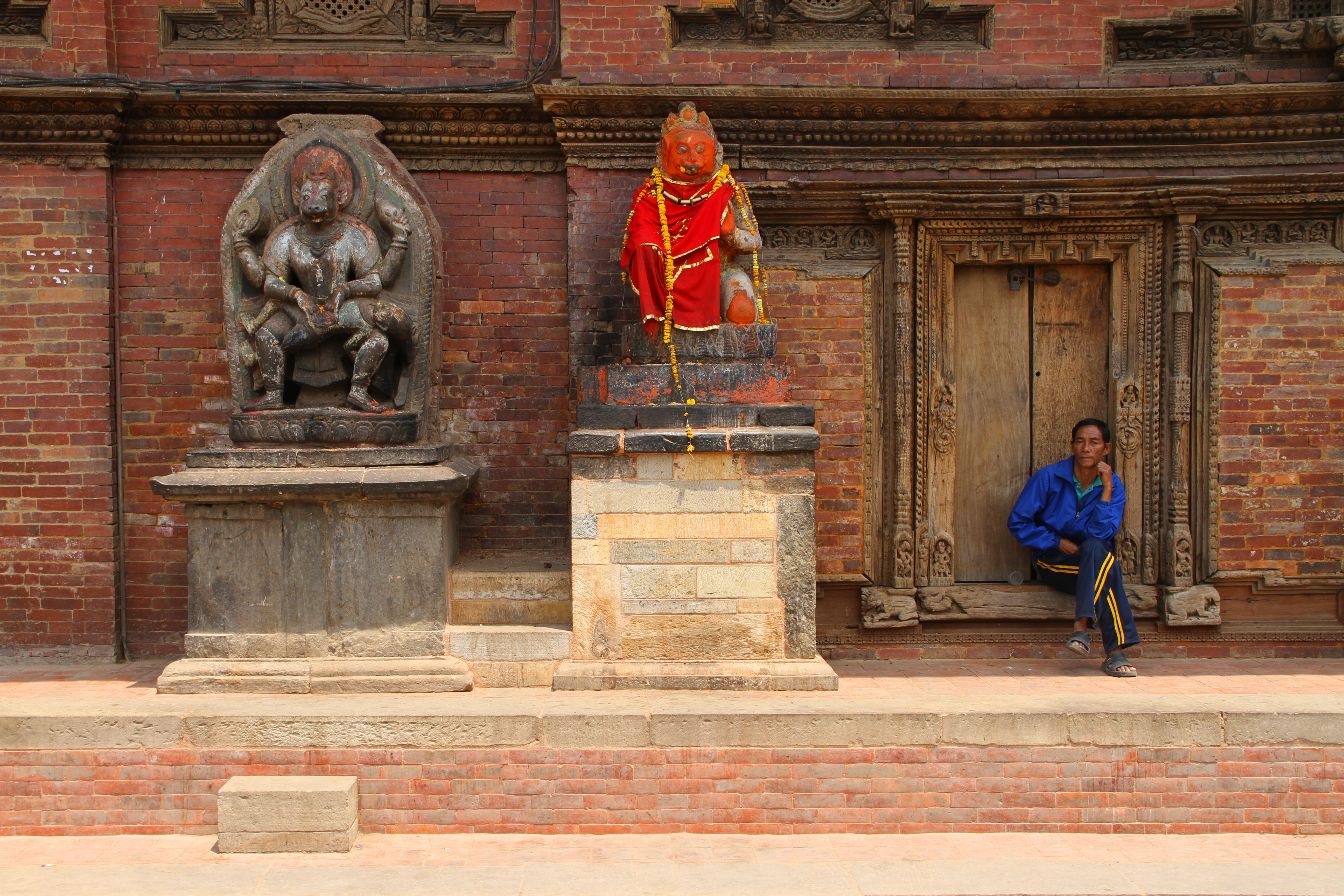
Hanuman
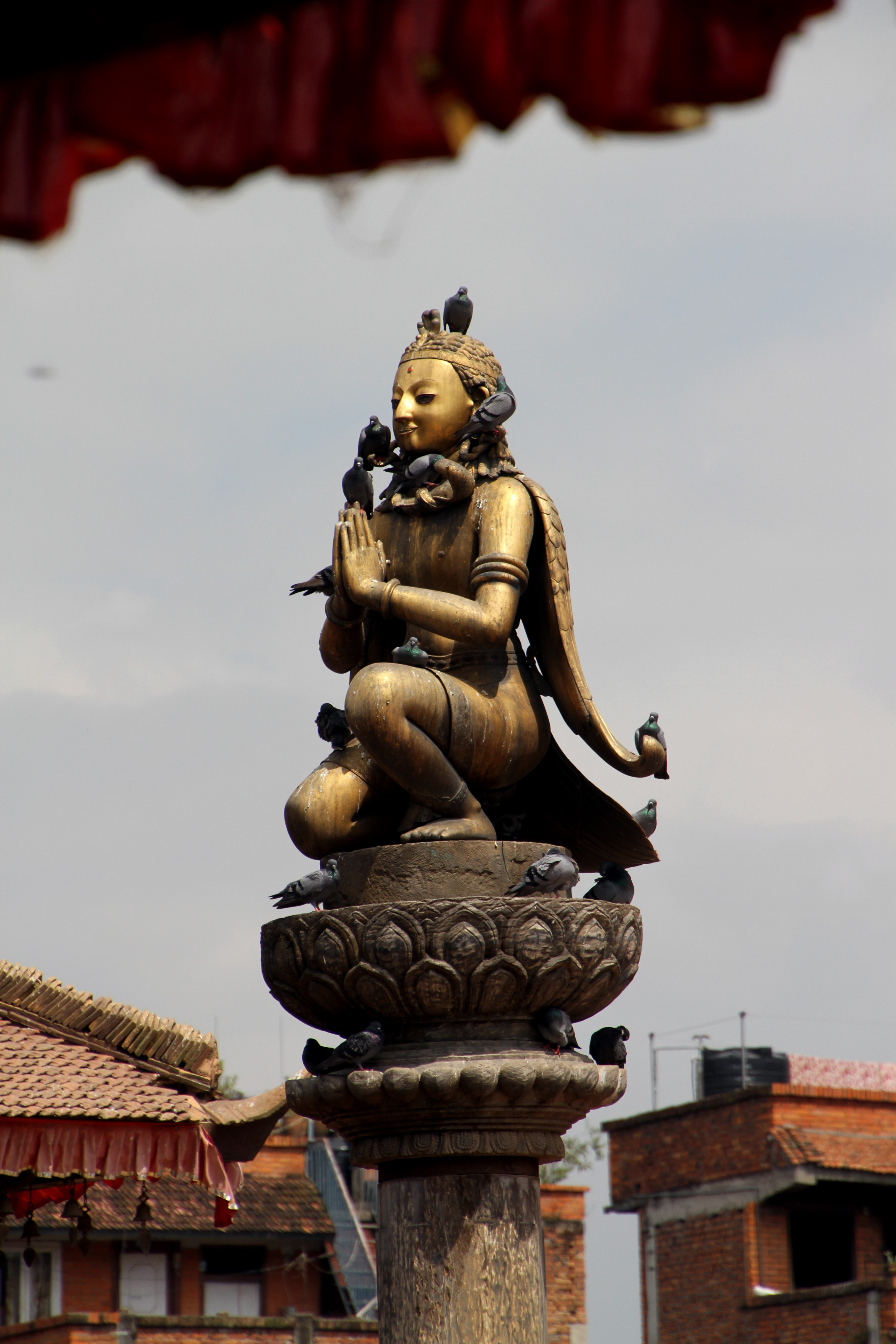
Garuda